# Ojrzanów (województwo mazowieckie)
Ojrzanów – wieś sołecka w Polsce położona w województwie mazowieckim, w powiecie grodziskim, w gminie Żabia Wola. Leży nad rzeką Utratą.
Wieś szlachecka Oirzonowo położona była w drugiej połowie XVI wieku w powiecie tarczyńskim ziemi warszawskiej województwa mazowieckiego. W latach 1975–1998 miejscowość położona była w województwie skierniewickim.
Od XV w. istniał w Ojrzanowie drewniany kościół parafialny, dziś już nieistniejący. Obecny kościół znajduje się w sąsiednim Żelechowie, choć parafia nazywa się ojrzanowską. Parafia Zwiastowania Najświętszej Maryi Panny w Ojrzanowie należy do dekanatu tarczyńskiego, archidiecezji warszawskiej.

## Zabytki
- zespół pałacowo-parkowy
- Kościół pw. Zwiastowania NMP - Parafia została erygowana w 1473 roku staraniem Mikołaja i Jana Ojrzanowskich przez biskupa poznańskiego Andrzeja Opalińskiego z Bnina. Murowany kościół powstał przed 1561 roku. W 1646 roku został odrestaurowany i wyposażony w barokową ambonę i ławki z fundacji Stanisława Zaremby biskupa kijowskiego i opata sulejowskiego, co upamiętnia marmurowa tablica z inskrypcją i herbem darczyńcy. Kościół był remontowany m.in. w 1777, 1871 roku i latach 1880-90. W 1915 roku górna część wieży z hełmem została przekształcona[9]. We wnętrzu płyta z nagrobka rycerza Stanisława Barziego (1529–1571) herbu Korczak, ok. 1575, autorstwo warsztatu Santi Gucci z Pińczowa[10].